# Голова Ради міністрів Італії

Штандарт Голови Ради міністрів Італії

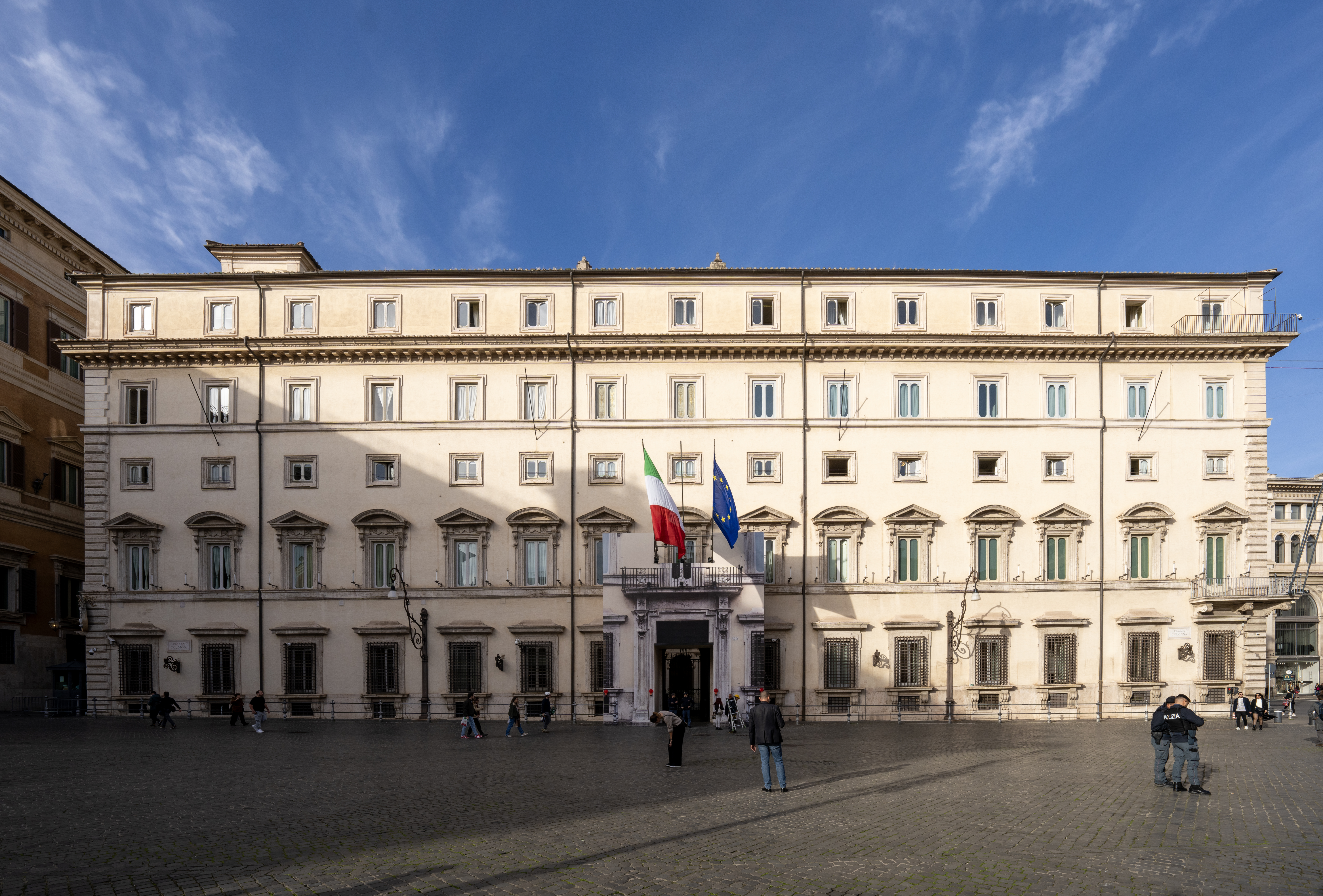
Палаццо Кіджі у Римі — резиденція Голови Ради Міністрів Італії

Голова Ради Міністрів республіки Італія (італ. Presidente del Consiglio dei ministri della Repubblica Italiana), зазвичай згадується італійською як Presidente del Consiglio та українською як Прем'єр міністр Італії, — голова уряду Італійської Республіки.
Призначається на посаду президентом країни, але фактично представляє більшість у парламенті Італії.

## Про посаду
Голова Ради Міністрів керує діяльністю уряду та фактично є керівником країни, представляє Італію на зустрічах глав держав та урядів. Голова Ради Міністрів подає на затвердження президенту список членів уряду. Він скріплює своїм підписом всі закони, які підписано президентом.
Проявом відносної слабкості посади Голови Ради міністрів в Італії є те, що він не має повноважень звільнити з посади окремого міністра. Повною мірою саме з цим пов'язане те, що голови ради міністрів в Італії змінюються дуже часто, так само як формальна зміна уряду, без заміни його голови. Зокрема, Альчіде де Гаспері, який обіймав цю посаду у 1945—1953 роках, формально очолював вісім різних урядів.

## Список прем'єр-міністрів Італії
22 жовтня 2022 року новим, 60-им, прем'єр-міністром Італії стала Джорджа Мелоні.